# 碎片 (電影)
《碎片》，2010年上映的日本劇情片，滿島光主演。改編自漫畫家櫻澤惠理香的漫畫作品《LOVE VIBES》。此部電影亦是知名演員奧田瑛二之女安藤桃子的初執導作品。

## 劇情
大學一年級新鮮人小春（滿島光 飾）和男友了太（永岡佑 飾）互動冷淡，兩人之間只剩下性，沒有理想和目標，生活死氣沉沉。某日，小春獨自一人在咖啡店，一名陌生女子里子（中村映里子 飾）主動來向小春搭訕，直接表示對小春有好感。里子是個在醫院製作義肢的技師，喜歡用製作義肢的方式幫助別人。里子的坦率性格，讓小春印象深刻。其後兩人密切的往來，小春因而知道里子是女同志。某次，里子在頂樓和小春欣賞煙花時，情不自禁的吻了小春。小春體會到久違的心動感覺。
同一時間，小春發現男友和別的女人交往，原本前往男友家想談分手的小春，卻在對方軟硬兼施之下又和對方發生了一次關係。里子和小春在居酒屋吃飯時，已陷入混亂中的小春，沮喪的向里子全盤托出和男友之間發生的事。里子則因為小春藕斷絲連的行為而大受刺激，激動的質問小春，兩人爭吵，小春負氣離去。
其後，小春和里子和好如初，兩人同居。沉浸在愛情裡的里子在公開場合或友人聚會時，數度開心的公開和小春的關係，小春卻認為里子過於高調而漸漸無法忍受，並開始懷疑優柔寡斷的自己想要的是什麼樣的關係。

## 主要角色
- 北川春：滿島光
- 坂田子：中村映里子
- 篠塚了太：永岡佑
- 坂田昭吾：光石研
- 坂田啓子：根岸季衣（日语：根岸季衣）
- 田中正：津川雅彥
- 山城陶子：片瀨梨乃（日语：かたせ梨乃）
- 老婆：志茂田景樹（日语：志茂田景樹）
- 鐵：森岡龍（日语：森岡龍）
- 直人：春謠漁介（日语：春謡漁介）
- キサラギ：大堀惠
- バーのマスタ：尚玄（日语：尚玄）

## 製作花絮
- 選角：導演安藤桃子表示初期選角時一直無法找到和劇本相近的人物。後來改試著尋找和角色相差「180度」的演員，選擇滿島光是因為其過往電影戲路多數都是性格強烈的人物，恰好和「北川春」的感覺相反。

- 拍攝：因角色設定上的需要，導演安藤桃子要求滿島光素顏、不刮腋毛，並每天檢查。也因低成本，預算不足，因此沒有餘裕排戲即正式拍攝，導演特別對兩位主要演員用兩種相反的方式導戲[2][3]，對滿島光「徹底無視」，但對中村映里子則是「指點細微、要求嚴格」。拍攝過程中，感到不知所措的滿島一度主動詢問導演為何「無視」，但此舉造成雙方口角。其後兩位演員才了解，是導演為了使演員由內而外自然生成與片中角色相應的心情而採取的導戲方式（例如片中「北川春」的無助感）。殺青後，導演安藤桃子與滿島光成為好友。[4]

## 電影節參展
- 2009年第34屆湯布院電影節（日语：湯布院映画祭）[5]
- 2009年第17屆英國倫敦雨舞電影節
- 法國Kiyotano電影節
- 2009年瑞典斯德哥爾摩電影節
- 2010年第9屆濱松電影節（日语：はままつ映画祭）
- 2011年第1屆愛媛LGBT電影節[6]

## 獎項
- 法國Kiyotano電影節 最佳影片
- 第32回橫濱電影節 主演女優賞：滿島光

## 外部連結
- 《碎片》官方網站
- 互联网电影数据库（IMDb）上《碎片》的资料（英文）
- 爛番茄上《碎片》的資料（英文）